# 井戸田博史
井戸田 博史（いどた ひろふみ、1936年8月 - ）は、日本の法制史学者。帝塚山大学名誉教授。

## 略歴
大阪府生まれ。1960年大阪大学法学部卒業。武田薬品勤務ののち、大阪市立大学大学院法学研究科修士課程修了。1980年大阪大学に学士入学し、1982年文学部史学科国史専攻卒業。帝塚山短期大学教授、帝塚山大学法政策学部教授。1994年「日本近代「家」制度の研究 -乃木伯爵家問題を通じて」で國學院大学法学博士。2007年、帝塚山大学を定年退職。
家の名について法制史的な研究を行っている。

## 著書
- 『「家」に探る苗字となまえ』（雄山閣出版、1986年）
- 『乃木希典殉死・以後 伯爵家再興をめぐって』（ 新人物往来社、1989年）
- 『日本近代「家」制度の研究　乃木伯爵家問題を通じて』  （雄山閣出版、1992年）
- 『家族の法と歴史 氏・戸籍・祖先祭祀』（世界思想社、1993年）
- 『氏と名と族称 その法史学的研究』（法律文化社、2003年）
- 『夫婦の氏を考える』 （世界思想社、2004年）